# اچ‌ام‌اس رزولوشون (۱۶۶۷)
اچ‌ام‌اس رزولوشون (۱۶۶۷) (به انگلیسی: HMS Resolution (1667)) یک کشتی بود.